# Quiganjo
Quicanjo (Kiganjo) é uma cidade do Quênia situada na antiga província Central, no condado de Nieri. De acordo com o censo de 2019, havia 4 009 habitantes.